# 外国語教育メディア学会
外国語教育メディア学会（英文名称：The Japan Association for Language Education & Technology, LET）は、外国語教育を中心とする言語教育の理論および方法と、それに利用する教育メディアの研究をおこない、その分野の発展に寄与するとともに、会員相互の情報交換をおこなうことを目的として1961年（昭和36年）に創立された学術団体。略称はLET, Let（（レット、エルイーティー）。旧名称は語学ラボラトリー学会 (The Language Laboratory Association of Japan, LLA)で、2000年に現在名称へ変更。 2012年3月末時点の会員は約1,500名。2012年現在の会長は竹内理。
機関誌 Language Education & Technology　(旧名称は  Language Laboratory ) を毎年刊行しているほか、全国規模の年次研究大会、不定期でFLEAT 国際研究大会（米国のIALLTと共催）や WorldCALL (EUROCALL, CALICO, IALLT, ATELL, CERCLES, CCALLと共催） を開催している。また支部活動も盛んで、支部ごとの紀要も発刊されている。その他、研究業績や教材開発に対して LET賞を与えている。

## 沿革
- 1961年 - 創立、初代会長は中島文雄
- 1961年 - 関西支部（9月16日）、関東支部（11月25日）をそれぞれ設置
- 1970年 - 九州支部（現在の名称は九州・沖縄支部）を設置
- 1972年 - 中部支部を設置
- 1981年 - 国際研究大会 Foreign Language Education and Technology (FLEAT) I を東京で開催
- 1985年 - 第13期学術会議に会員を選出
- 1992年 - 国際研究大会 Foreign Language Education and Technology (FLEAT) II を名古屋で開催
- 1990年 - 創立30周年記念大会を神戸で開催
- 1997年 - 国際研究大会 Foreign Language Education and Technology (FLEAT) III をカナダ･ビクトリアで開催
- 2000年 - 学会名称を語学ラボラトリー学会 (LLA) から外国語教育メディア学会 (LET) へ改称
- 2000年 - 創立40周年記念国際研究大会 Foreign Language Education and Technology (FLEAT) IV を神戸で開催
- 2005年 - 国際研究大会 Foreign Language Education and Technology (FLEAT) V をアメリカ･ソルトレークで開催
- 2008年 - 国際研究大会 WorldCALL 2009 を福岡で開催
- 2010年 - 創立50周年記念大会（全国大会通算第50回）を横浜で開催

## 機関誌
- Language Education & Technology（2012年現在で49号。38号までは Language Laboratory がタイトル）CiNii で本文検索可能
- LET 通信 (Newsletter) （2012年現在で93号）
- LETメールマガジン（2012年現在で89号）

## 歴代会長
- 中島文雄（東京大学）[1962-1976]
- 黒田巍（東京教育大学）[1976-1983]
- 天野一夫（千葉大学）[1983-1986]
- 高本捨三郎（明治学院大学）[1986-1988]
- 丹羽義信（名古屋大学）[1988-1994]
- 羽鳥博愛（東京学芸大学）[1994-1998]
- 浅野博（筑波大学）[1998-2002]
- 國吉丈夫（千葉大学）[2002-2004]
- 大八木廣人（拓殖大学）[2004-2006]
- 木下正義（福岡国際大学）[2006-2010]
- 竹内理（関西大学）[2010-2016]
- 柳善和（名古屋学院大学）[2016-]

## 加盟団体
- 言語系学会連合